# GMC Denali XT Hybrid Concept
A GMC Denali XT é um Carro conceptual de picape apresentado pela GMC no Salão de Chicago de 2008.